# Etnisch nationalisme
Etnisch nationalisme of volksnationalisme gaat uit van een bestaande volksgemeenschap – een etniciteit – waarbinnen door moderne politieke emancipatie (het streven naar) een staatsgemeenschap kan ontstaan. Het onderscheidt zich daarmee van het staatsnationalisme dat, andersom, uitgaat van een bestaande of geprojecteerde staatsgemeenschap en de daarbinnen bestaande etniciteiten naar een homogeen beeld van de natie modelleert. Deze etniciteiten worden daarmee varianten binnen de natie. Wanneer dat geen succes is kunnen zij buitengesloten of zelfs verwijderd worden. In West-Europa zijn de meeste etniciteiten in de afgelopen anderhalve eeuw opgenomen in de staatsnaties en leven zij hooguit voort in folklore. Er wordt wel van etnocide gesproken als de etniciteit door afgedwongen assimilatie in de staatsnatie haar eigenheid verliest of verloren heeft. De begrippen ethnos (volk) en natie (staatsgemeenschap) dienen daarom voor een goed begrip onderscheiden te worden. In ontwikkeling volgen ze op elkaar, maar in een mislukte natievorming kan weer teruggevallen worden op afzonderlijke etniciteiten. In het Engels is het onderscheid etnisch-nationaal niet gebruikelijk en is nation de term voor beide begrippen, wat, overgenomen in verengelst Nederlands, verwarring schept. Waar etnisch nationalisme in een extreme vorm niet aan etniciteit of volk, maar primair aan ras wordt verbonden, vervormt het tot racistisch nationalisme, zoals bij Blut und Boden. Ook hier werd in Engels taalgebruik geen terminologisch onderscheid gemaakt zoals blijkt uit het synonieme gebruik van race en nation in de oudere Engelse literatuur over dit onderwerp.

## Herder
Johann Gottfried von Herder wordt vaak, maar ten onrechte beschouwd als de grondlegger van dit nationalisme. Herder zag echter naast de natuurkundige vormen van de schepping ook de menselijke samenleving als een door God geschapen levend organisme. Maar dan tot uiting komend in een veelheid van oorspronkelijke samenlevingen (etniciteiten) en hun cultuurvormen, waaronder in het bijzonder talen. Daarin zag hij mensen door verwantschap met elkaar verbonden, en in hun voorgeslacht een gezamenlijke geschiedenis delen. Een geschiedenis die was neergeslagen in cultuur en taal, waarbij vooral in de taal de voorouderlijke ervaringen met de werkelijkheid op een voor het betrokken volk specifieke wijze voortleefden, als het ware in een collectief geheugen. Het een op een vertalen van woorden zou volgens Herder rekening moeten houden met zo'n diepere ontstaans- en betekenislaag.
Volgens Herder heeft ieder volk zijn eigen karakter en de opdracht om zijn bestaan vorm te geven op basis van zijn uniciteit. Daarin verwezenlijkte het Gods scheppingsorde, en daarmee zijn alle volkeren gelijkwaardig, al zag Herder in het Joodse volk het voorbeeld voor alle andere volken. De eigen taal geeft in verhalen en -muziek het wezen weer van het volk. Zij heeft de worsteling met de geografische en de klimatologische gesteldheden van het voorouderlijke woongebied opgeslagen. Voor Herder lagen - aan het einde van de 18de eeuw - politiek nationalisme en nationale staat ver voorbij de horizon en zeer waarschijnlijk zou hij zo'n staat als een kunstmatige vervorming van het volksbestaan door de staatsbureaucratie hebben beschouwd. Voor hem was het volk een geheel andere categorie dan wat de latere nationale elite van politici en bureaucraten ervan zou maken in hun streven naar het regisseren van de volksmassa, door haar tot één natie te indoctrineren met een uniforme nationale identiteit. Om haar vervolgens als machtsmiddel te gebruiken in het versterken van de eigen staatkundige macht, wat bij de grote staten tot imperialisme leidde. Wanneer latere nationalisten zich op Herder beriepen, pleegden zij een vanuit hun ideologie een begrijpelijke, maar historisch een anachronistische en niet geautoriseerde herinterpretatie van Herders humanistische filosofie.

## Opkomst
In West-Europa ontstond een liberale vorm van nationalisme waarin zich een parlementaire democratie kon ontwikkelen. Die nationale staatsvorm was een voorwaarde voor de democratische rechtsstaat. La Grande Nation, Frankrijk, was daarin het voorbeeld van een centralistisch bestuursmodel, waarin voor de regio's, hun talen en geschiedenissen nauwelijks plaats was. Het jonge België volgde dat model met zijn burgerlijk-francofone overheersing van het Vlaamse platteland. En ook de Nederlandse eenheidsstaat kende een weinig pluriform bestuursmodel.
Het verzet in deze landen van etnische minderheden ontstond in de 19e eeuw, maar won aan kracht na de Eerste Wereldoorlog. De Bretonse Kelten stichtten een eigen krant Breiz Atao en een eigen partij, de Bretonse Nationale Partij. Deze werd vrijwel genegeerd en de leiders werden ten slotte veroordeeld voor het in gevaar brengen van de nationale eenheid. Het Vlaams nationalisme, dat zich vooral uitte in de taalstrijd,  kreeg veel meer ruimte, maar hier betrof het dan ook bijna de helft van het Belgische volk. In Nederland barstte de strijd om de erkenning van de Friese taal pas echt los in de jaren 1950.
In Centraal- en Oost-Europa was de staatsvorming en modernisering echter minder ver ontwikkeld en leefden vele volkeren met elkaar binnen supranationale en multiculturele staten. Zij kozen voor een romantisch en militant nationalisme om zich te bevrijden uit staten als Oostenrijk-Hongarije, ook wel de volkerenkerker genoemd, en het Osmaanse Rijk, de 'zieke man van Europa'. Na 1919 vielen de supranationale staten uiteen en werden vervangen door nationale staten oprichten naar West-Europees model, maar omdat volken op veel plaatsen door elkaar heen leefden, konden geen staatsgrenzen getrokken worden die synchroon liepen met de grenzen tussen die volken. Het gevolg was dat de nieuwe staatsgemeenschappen gedwongen assimilatie op hun minderheden gingen uitoefenen en, als dat onvoldoende succes had, minderheden probeerden te elimineren als nationaal onaangepaste en gevaarlijke elementen. Deze ontwikkeling leidde in veel gevallen tot massale etnische zuiveringen in de periode tussen 1918 en 1948, na 1945 met toestemming van de zegevierende mogendheden, zowel de geallieerden als de Sovjet-Unie.
Het streven naar nationale en raciale zuiverheid bereikte een dieptepunt tijdens en na de Tweede Wereldoorlog toen er op grote schaal grenswijzigingen en bevolkingsverschuivingen plaatsvonden met tientallen miljoenen slachtoffers, in het kader ook van het eugenetische denken dat toen in de hele westerse wereld algemeen was. De Joodse minderheden werden bij uitstek gezien als bedreiging van de vermeende superioriteit van het Noordse ras en ondervonden de meest extreme vorm van racistische zuivering, in de eerste en voornaamste plaats door Duitse overheden en bezetters, maar ook door Baltische, Slowaakse, Kroatische, Hongaarse en Roemeense overheden. Na de oorlog werden de staatsgrenzen opnieuw vastgesteld, maar ook de bevolking daaraan aangepast, waarmee de nationale zuivering definitief en door de geallieerden gelegitimeerd werd uitgevoerd door vele miljoenen over de staatsgrenzen te verdrijven. Met name miljoenen behorende tot Duitstalige minderheden (Volksduitsers) werden hierdoor getroffen, maar ook honderdduizenden Hongaren en Polen en in mindere mate alle andere volkeren van Midden-Europa. In de praktijk werd daarmee het recht om staatsburgerschap te mogen bezitten bepaald door een culturele en taalkundige nationale identiteit. Wat in West-Europa gaandeweg door evolutie was bereikt - een natie gaandeweg samengegroeid en gevormd uit verschillende etniciteiten binnen de bestaande staat - werd in Midden- en Oost-Europa met geweld afgedwongen door één staat, opgericht in 1919, die zich op één natie, het eigen volk, baseerde en andere etnies of naties binnen de staatsgrenzen discrimineerde in hun burgerrechten. In deze staten is daarmee het aanvankelijke volksnationalisme geëvolueerd tot staatsnationalisme, maar dan wel via een vaak gewelddadig proces. Overigens hebben de staten in het westen, het midden en het oosten van Europa een overeenkomstige homogeen-nationale samenstelling aangenomen. Waar nog wel restanten van de vroegere minderheden leven, blijken deze steeds weer in conflict met hun assimilationistische staatsnationale overheden te raken, zoals Hongaren in Slowakije en Roemenië en Russen in de Baltische staten, hoewel de aanwezigheid van Russen in de Baltische staten mede het gevolg is van de Russische bezetting en niet van een verschuiving van de staatsgrenzen en dus anders moet beoordeeld worden. Daaruit vloeien ook spanningen voort met de staten die deze gediscrimineerde minderheden beschouwen als deel van hun natie en die voor hun belangen willen opkomen, met name Hongarije en Rusland. In deze kwesties speelt de CVSE (Commissie voor Veiligheid en Samenwerking in Europa), verbonden aan de Raad van Europa, een bemiddelende rol.

## Volksnationalistische bewegingen
Het aanvankelijke neutrale begrip volk, vooral in een verbinding met andere begrippen zoals -staat en -nationaal, is na de Tweede Wereldoorlog door de dominerende intellectuele moraal in zijn betekenis verengd tot extreemrechtse bewegingen en daarmee als markering van de gruwelen die deze verbinding door het fascisme en nationaalsocialisme in de oorlog had teweeg gebracht. De historische juistheid van deze kwalificatie is betwistbaar, maar het naoorlogse begripsgebruik laat geen nuancering meer toe. In de vooroorlogse Duitse en Oostenrijkse context werd de term völkisch door fascisten en nationaalsocialisten gebruikt en in Nederland en Vlaanderen werd dat als volks door hun politieke verwanten, met name binnen de NSB, overgenomen. Na de oorlog gingen in de Nederlandse en Vlaamse context een aantal extreemrechtse bewegingen over op de term volksnationalisme die zij voor zichzelf monopoliseerden. Het neutrale begrip volksnationalisme is sindsdien vertroebeld door hun politiek ideologisch gebruik. Door critici van het nationalisme is het een pejoratief begrip geworden, verbonden met bewegingen als:
- Nationalistisch JongStudentenVerbond
- Nationalistische Studentenvereniging
- Nationalistische Volks Beweging[3]
- Nederlandse Volks-Unie[4]
- Vlaams Belang
- Vlaams Nationaal Jeugdverbond
- Voorpost[5]